# Katrin Väli
Katrin Väli (bürgerlicher Name seit 1984 Katrin Hallas, * 11. April 1956 in Tallinn) ist eine estnische Lyrikerin.

## Leben
Katrin Väli wurde als Tochter des Kinderbuchautors Heino Väli und der Übersetzerin Silvi Väli geboren. Sie absolvierte ihre Schulbildung in Tallinn und veröffentlichte ihr erstes Gedicht in der Jugendzeitschrift Noorus. 1974 machte sie Abitur, anschließend arbeitete sie einige Jahre in einem Verlag. Von 1978 bis 1984 studierte sie am Maxim-Gorki-Literaturinstitut in Moskau wie vor ihr bereits die estnischen Autoren Henn-Kaarel Hellat, Heino Kiik, Jaan Kruusvall und Mats Traat. Danach arbeitete sie einige Jahre als Estnischlehrerin. Seit 1995 ist sie Redakteurin bei der Wochenzeitung Eesti Ekspress.
Väli ist seit 2006 Mitglied des Estnischen Schriftstellerverbandes. Die Dichterin Kirsti Oidekivi ist ihre Schwester.

## Literarisches Werk
Väli debütierte im gleichen Jahr wie die heute sehr bekannten Doris Kareva und Ene Mihkelson, mit denen sie daher gelegentlich verglichen worden ist. Ene Mihkelson selbst beschrieb in einer gemeinsamen Besprechung von Karevas und Välis Debüt ihre Dichtung als „eher nach innen gerichtet. Es ist ein innerer Krieg … […], die Umgebung ist etwas Gegebenes, dem man sich anpassen muss.“ Tatsächlich wurde auch noch Jahrzehnte später davon gesprochen, dass nach der „Lyrikexplosion“ der 1960er-Jahre mit den genannten Dichterinnen, zu denen gelegentlich auch noch Katre Ligi gerechnet wird, die „Stimme einer neuen Generation in die Dichtung [gekommen sei], die vor allem durch eine gewisse Resignation charakterisiert wird.“ Dennoch ist die Dichtung von Väli nicht unbedingt als pessimistisch zu bezeichnen, eher als nüchtern, wenngleich sie bisweilen auch schroff genannt worden ist: „Grausam, geradezu unangenehm aufrichtig ist der Blick, mit dem Katrin Väli sich selbst betrachtet.“ Ebenfalls finden sich Berührungspunkte zur kontemplativen Dichtung etwa eines Tõnu Õnnepalu.
Katrin Väli hat auch aus dem Russischen übersetzt, zum Beispiel Lyrik der in Estland lebenden russischsprachigen Dichter P. I. Filimonov und Igor Kotjuh.

## Gedichtsammlungen
- Eluase ('Wohnsitz'). Tallinn: Eesti Raamat 1978. 50 S.
- Vahemaad ('Abstände'). Tallinn: Eesti Raamat 1982. 69 S.
- Risttee ('Kreuzung'). Tallinn: Eesti Raamat 1988. 92 S.
- Uneskõndija ('Schlafwandler'). Tallinn: Eesti Raamat 1990. 110 S.
- Vesikiri ('Wasserschrift'). Tallinn: Eesti Raamat 1991. 67 S.
- Lained ja punktid ('Wellen und Punkte'). Tallinn: FC Boheem 1996. 74 S.
- Taim kasvab kell käib ('Pflanze wächst Uhr tickt'). Trt: Elmatar 1999. 48 S.
- Ilmad ('Wetter'). Tallinn: Tuum 2002. 62 S.
- Neli ('Vier'). Tallinn: Verb 2007. 69 S.
- ktrn ('Ktrn'). Tallinn: Kite 2013. 66 S.